# القوات المسلحة للشعب الكونغولي
القوات المسلحة للشعب الكونغولي (بالفرنسية: Forces armées du Peuple congolais أو FAPC)، كانت جماعة متمردة مقرها في منطقة إيتوري بجمهورية الكونغو الديمقراطية، نشطت بين عامي 2003 و2005 تقريبًا. كانت منخرطة في نزاع إيتوري. في أوجها، كان لدى المجموعة ما يقرب من 2000 إلى 3000 مقاتل. 
تم تشكيل الجماعة في مارس 2003.  كانت المجموعة مدعومة من قبل حكومة يوري موسيفيني الأوغندية التي كانت تحاول دعم مصالحها الخاصة في شرق الكونغو بعد الانسحاب العسكري الرسمي من المنطقة في عام 2002.  في الأصل، دعمت الحكومة الأوغندية اتحاد الوطنيين الكونغوليين لكن العلاقات انقطعت بعد أن طلب اتحاد الوطنيين الكونغوليين المساعدة من النظام الرواندي.  تأسست القوات المسلحة للشعب الكونغولي وقادها جيروم كاكوافو، وهو عضو سابق في عدد من الجماعات المتمردة بما في ذلك اتحاد الوطنيين الكونغوليين، بدعم من الجنرال الأوغندي سليم صالح.  كانت الميليشيا تعمل حول أرو وأريوارا وماهاغي على طول مقطع من الحدود الكونغولية الأوغندية إلى الشمال من بحيرة ألبرت. من المعروف أن المنطقة غنية بموارد الذهب والأخشاب. 
على عكس معظم الجماعات المتمردة النشطة في شرق الكونغو، لم تداهم القوات المسلحة للشعب الكونغولي أو ترهب السكان المدنيين وبدلاً من ذلك حاولت إنشاء إدارة شبيهة بالدولة لجمع الأموال.  لم تكن تهدف إلى الإطاحة بالحكومة الكونغولية ولكن بدلاً من ذلك للحفاظ على السيطرة على المنطقة الحدودية التي احتلتها.  أعطت المجموعة الأولوية للتجارة والتهريب عبر الحدود في معادن الصراع، وخاصة الذهب، إلى أوغندا والتي تقدر قيمتها بنحو 1-2 مليون دولار أمريكي شهريًا في عام 2004. 
وتحت ضغط بعثة الأمم المتحدة في جمهورية الكونغو الديمقراطية، اضطرت القوات المسلحة للشعب الكونغولي إلى حل نفسها.  بدأت العملية في 6 مارس 2005 وتم دمج عدد من أعضائها، بما في ذلك كاكوافو في الجيش الكونغولي. فر عدد قليل من متمردي القوات المسلحة للشعب الكونغولي إلى المنفى. 

### فهرس
- Titeca، Kristof (2011). "Access to Resources and Predictability: The FAPC's Short-Lived "Monaco" in Eastern Congo". Africa Spectrum. ج. 46 ع. 2: 43–70. مؤرشف من الأصل في 2018-04-13. اطلع عليه بتاريخ 2016-11-29.